# صيلع (حريضة)
'

تعديل مصدري - تعديل

صيلع هي إحدى قرى عزلة حريضة بمديرية حريضة التابعة لمحافظة حضرموت، بلغ تعداد سكانها 168 نسمة حسب تعداد اليمن لعام 2004.